# Thoracosperma
Thoracosperma es un género con 40 especies descritas de plantas fanerógamas perteneciente a la familia Ericaceae.

## Taxonomía
El género fue descrito por Johann Friedrich Klotzsch  y publicado en Linnaea 9: 350. 1834. La especie tipo es: Thoracosperma paniculatum (Thunb.) Klotzsch. 

## Especies seleccionadas
| - Thoracosperma articulata - Thoracosperma barbigera - Thoracosperma bicolor - Thoracosperma bondiae - Thoracosperma carnea - Thoracosperma ciliata - Thoracosperma depressa - Thoracosperma discolor - Thoracosperma ecklonia - Thoracosperma fasciculata |